# Briceva, Dondușeni
Briceva este un sat din cadrul comunei Tîrnova din raionul Dondușeni, Republica Moldova. Satul se afla la distanța 6 km de Târnova. Suprafața satului constituie circa 4 km2 .

## Istorie

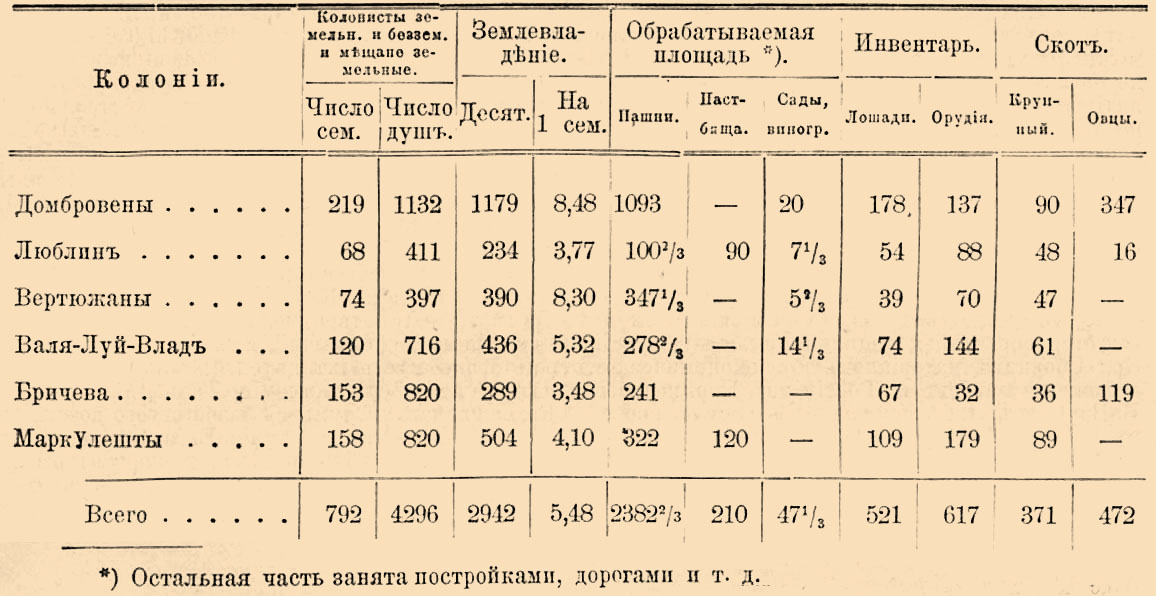
Ilustrație din Enciclopedia evreiască a lui Brockhaus și Efron (1906-1913), cu date generale privind populația, proprietatea, terenul cultivat, precum și condițiile economice a coloniilor evreiești din Basarabia (Mărculești e a patra în listă).

A fost întemeiat în 1836 de 102 de familii de evrei coloniști strămutați din gubernia Ekaterinoslav, 35 de familii au primit circa 289 desetine de pământ. Noua localitate relativ rapid a primit statutul de târg. La mijlocul secolului al XIX-lea, aici activau zeci de prăvălii și cârciumi, câteva mori și oloinițe. Timp de un secol, târgul Briceva urcase la o înaltă treaptă de dezvoltare.
În 1902 au fost înregistrate 126 de case. „Dicționarul statistic al Basarabiei” din 1923 fixează la Briceva 295 de case cu 3957 de locuitori, localitatea dispunea de oficiu postal, telegraf, telefon, farmacie etc. Moșierul Teofil Antonivici poseda în Tîrnova și Briceva 2401 de desetine de pământ. În anii 1930, activau 8 sinagogi și o biserică ortodoxă, 3 bănci comerciale de credit și împrumut, 23 de băcănii, 7 brutării, 2 fabrici de cărămizi, 3 mori, 6 oloinițe, 23 de cârciumi, o baie, 26 de magazine de manufactură, 2 depozite de cherestea, o cofetărie, 6 magazine de pălării și 2 magazine. Însă, în 1940 Basarabia a fost cedată Uniunii Sovietice și în 1941 a început cel de-al Doilea Război Mondial, toate aceste lăsând o urmă adânca în istoria satului, nerecuperată până în prezent. Majoritatea evreilor au părăsit Briceva. După război la Briceva și-a făcut apariția câteva familii de evrei, dar nu s-au reținut mult. În prezent, componenta etnică este alcătuită din ucraineni și moldoveni.

## Populație
Primele date cu privire la populație Bricevei au fost înregistrate la recensământul țarist din 1859 și număra 541 de coloniști evrei. La recensământul țarist din 1897 erau deja 1664 de oameni. În 1902, în Dicționarul geografic al Basarabiei publicat se indică cifra de 799 de oameni, o scădere de 48% față de anul 1897. Cauza unei astfel de fluctuația în date a numărul de locuitori nu se cunoaște, probabil au fost omise unele erori statistice. La recensământul românesc din 1930 populația Bricevei a ajuns la 2735 de oameni.
În 1940 sovieticii au înregistrat 2881 de persoane. Față de anul 1923 numărul locuitorilor s-a redus cu 1076 de persoane sau cu 27,1%. Apoi, în 1949 populația înregistrată a constituit 767 oameni, cu 309 persoane (28,7%) mai puțin decât în 1940. Adică, populația a scăzut cu 80,6% timp de 26 de ani. Cauzele acestui fenomen negativ au fost generate de evenimentele istorice de la începutul anilor 40, sec. XX. În iunie 1940 Basarabia este cedată Uniunii Sovietic și numeroși comercianți, funcționari, învățători s-au refugiat în România și Europa de Vest pentru a scăpa de persecuții din partea autorităților comuniste. În anii 1941-1944 pe teritoriul Basarabiei armatele naziste au promovat o activitate antisemită lovind dur populația Bricevei alcătuită peste 90% din evrei. Mulți civili și soldați au fost răpuși pe front, astfel, 18 de bărbați briceveni au căzut pe front. În anii postbelici scăderea populației a continuat, în 1969 populația număra - 433 persoane, în 1979 - 352 persoane, în 2000 - 288, în 2004 - 305 persoane.

### Structura etnică
Structura etnică a satului conform recensământului populației din 2004:
| Grup etnic         | Populație | % Procentaj |
| ------------------ | --------- | ----------- |
| Ucraineni          | 186       | 60,98%      |
| Moldoveni / Români | 102       | 33,44%      |
| Ruși               | 16        | 5,25%       |
| Găgăuzi            | 1         | 0,33%       |
| Total              | 305       | 100%        |

## Sfera socială
În Briceva activează un magazin, un punct medical, există casă de cultură, o bibliotecă, un oficiu poștal, cooperativul agricol „Tîrnova”.

## Personalități

### Născuți în Briceva
- Mark Boceacer (1896-1939) – critic literar și editor sovietic.
- K. A. Bertini (1903-1995) – poet, publicist și traducător israelian.
- Boris Trahtenbrot (1921-2016) – matematician sovietic și israelian.
- Gary Bertini (1927-2005) – dirijor și compozitor israelian.